# Berliner Zeitung
Berliner Zeitung – centrolewicowy dziennik założony w Berlinie w 1945 roku. Jest jedyną wschodnioniemiecką gazetą wydawaną w całych Niemczech. Po upadku Muru Berlińskiego właścicielem dziennika stał się koncern Gruner + Jahr i brytyjski wydawca, Robert Maxwell.
Gazeta skierowana głównie do ludzi młodych, aktywnych zawodowo. Jej nakład sięga ponad 190 tysięcy egzemplarzy.